# Boljetin (Serbien)
Boljetin (serbisch-kyrillisch Бољетин) ist ein Dorf in der Gemeinde Majdanpek und im Bezirk Bor im Osten Serbiens. 

## Einwohner
Die Volkszählung 2002 (Eigennennung) ergab, dass 672 Personen im Dorf leben.
Weitere Volkszählungen:
- 1948: 1.257
- 1953: 1.331
- 1961: 1.334
- 1971: 1.172
- 1981: 987
- 1991: 803